# Военное кладбище Фалера

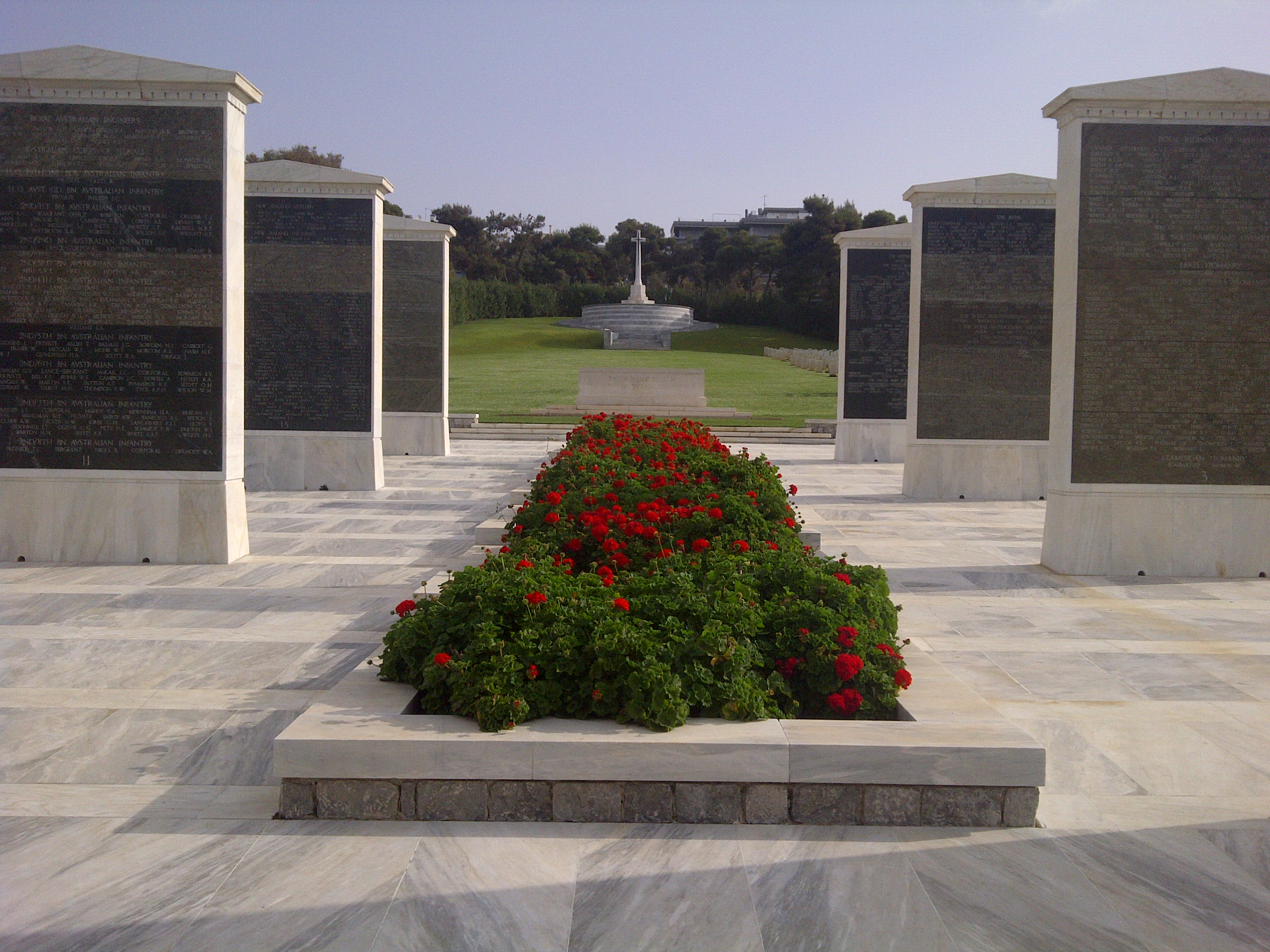
Военное кладбище Фалера, Мемориал Афин

Военное кладбище Фалера, Мемориал Афин (греч.  Πολεμικό κοιμητήριο Φαλήρου, το Μνημείο Αθηνών, англ.  Phaleron War Cemetery, the Athens Memorial) кладбище 2067 солдат британского Содружества наций, павших на территории Греции в период 1941—1945 годов. 
Военное кладбище Фалера находится в афинском пригороде Старый Фалер, у устья речки Пикродавни. Кладбище фасадом выходит к прибрежному проспекту Посидонос. 

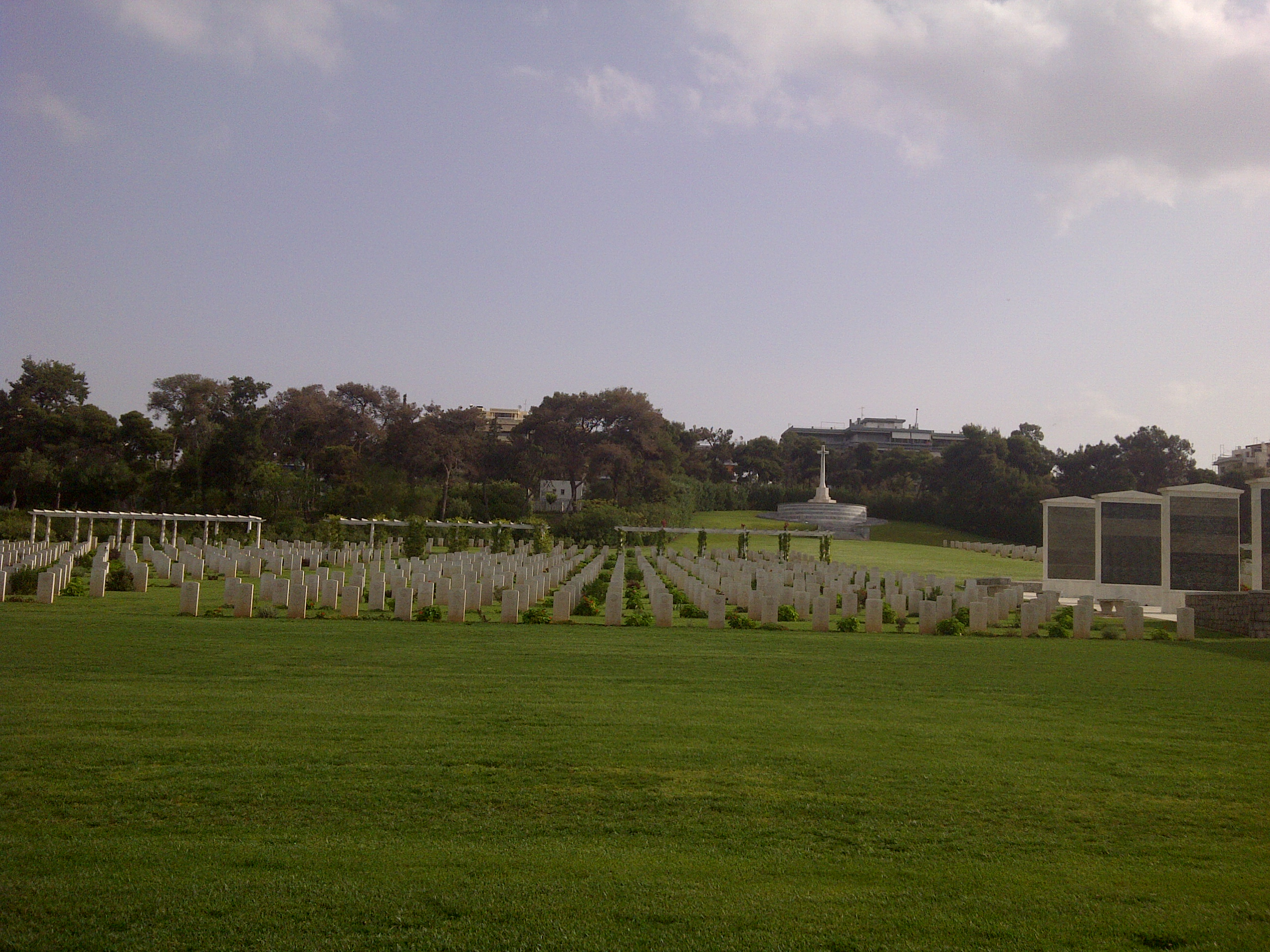
Военное кладбище Фалера

Территория кладбища первоначально была использована для захоронения солдат британского Содружества, убитых в боях против бойцов Народно-освободительной армии Греции, во время британской военной интервенции в Греции, в конце 1944 года. 
Впоследствии греческое государство, совместно с Комитетом воинских захоронений (Commonwealth War Graves Commission), приняли решение преобразовать территорию в кладбище солдат Содружества, павших на территории Греции в годы Второй мировой войны. Были собраны останки солдат с полей боёв, с временных военных кладбищ, а также с местных кладбищ по всей Греции. Проект кладбища принадлежит канадскому архитектору Louis de Soissons, автору многих кладбищ павшим во Второй мировой войне. 
На памятнике, установленном на кладбище, именуемом Мемориал Афин (the Athens Memorial), упоминаются имена 2882 солдат, павших в континентальной Греции и на Крите в 1941 году, на островах Додеканес в период 1944—1945 годов, а также в Югославии в период 1943—1945 годов, но чьи останки не были найдены
На кладбище также установлен памятник с именами 74 индийских солдат, чьи останки подверглись кремации. 
В северо-восточной части кладбища располагается участок, где расположены могилы умерших в Греции раненых солдат Крымской войны. Эти солдаты первоначально были похоронены на Англо-французском кладбище в Новом Фалере. Их могилы оставались там до 1966 года. В 1966 году, по просьбе греческого правительства, останки солдат англо-французского кладбища были перезахоронены в Военном кладбище Фалера. На этом участке находится двуязычная надпись: "Franco British Cemetery - Crimean War" и "Cimetiere Franco Britannique - Guerre de Crimée" и 23 могилы, обелиск – общий памятник французским и британским солдатам, а также 6 ещё надгробных обелисков.

## Внешние ссылки
- Phaleron War Cemetary, CWGC (Commonwealth War Graves Commission)
- Πολεμικό Κοιμητήριο Παλαιού Φαλήρου, Ομάδα Πυθέας
- World War Two Memorials and Cemeteries, Mount Rouse Historical Society
- Sikh Community Group Visit the Phaleron War Cemetery and Cremation Memorial, 2012